# Jonas Lithunius
Jonas Lithunius, född 12 november 1653 i Norrköping, Östergötlands län, död 27 september 1702 i Risinge församling, Östergötlands län, var en svensk präst.

## Biografi
Lithunius föddes 12 november 1653 i Norrköping. Han var son till brokikaren Mårten Lithunius och Elin Larsdotter. Lithunius blev 24 oktober 1675 student vid Uppsala universitet, då han namn skrivs Littoun. 1682 blir Lithunius rektor vid Visby trivialskola och konsistorienotarie i Visby domkapitel. Han prästvigdes 22 juli 1682 och blev 1686 kyrkoherde i Tjällmo församling. 1697 blev han kyrkoherde i Risinge församling och 1701 kontraktsprost i Bergslags kontrakt. Lithunius avled 1702 i Risinge församling och begravdes 22 januari 1703 i Risinge gamla kyrka. Till Lithunius begravning författades två gravskrifter, en av styvsonen Magnus Öring och sonen Mårten Lithun.
En tavla på Lithunius och hans fru finns i Tjällmo kyrkas sakristia.

### Familj
Lithunius gifte sig 6 februari 1687 med Dorothea Thoresdotter (1654-1729). Hon var dotter till kyrkoherden Thorerus Frostonis och Ragnild Holstensdotter i Tjällmo församling. Thoresdotter hade tidigare varit gift med kyrkoherden Magnus Öring i Tjällmo församling.  Thoresdotter och Lithunius fick tillsammans sonen kyrkoherden Mårten Lithun (1690–1769) i Tjällmo församling.